# Jacques François Dugommier

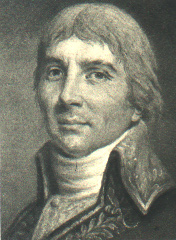
Jacques François Dugommier

Jacques François Dugommier (Trois-Rivières, Guadalupe, 1 d'agost de 1738 - muntanya de Mont-roig, Darnius, 18 de novembre de 1794) fou un general francès.
Dugommier s'incorporà al servei quan tenia dotze anys, a la companyia dels cadets de les colònies, a Rochefort, on ascendí i rebé la Creu de sant Lluís.
Lluità des del 1759, quan participà en la defensa de l'illa de Guadalupe contra els britànics, i el 1762 a Martinica, durant la Guerra dels Set Anys. Prengué el nom de Dugommier el 1785, i després de 25 anys de servei a les colònies, es retirà per ocupar-se de l'explotació de les seves terres a Guadalupe.
Al principi de la Revolució, es distingí com un patriota i fou escollit membre del parlament colonial i comandant de la Guàrdia Nacional de Martinica, on tingué una part molt activa en els desordres que agitaren l'illa. Tornà a França el 1792, sent elegit diputat de la Convenció Nacional. Rellevà Jean-François Carteaux com a comandant de l'exèrcit d'Itàlia, amb el qual dugué a terme el setge de Toló, llavors en mans dels britànics, i seguint els consells del seu capità Napoleó Bonaparte, aconseguí prendre la ciutat el 1793, tot distingint-se per la seva humanitat després de rendir el lloc. El setembre del 1793, durant la guerra de la Primera Coalició, forçà la retirada de les tropes piamonteses, aliades d'Àustria, en diversos combats.
Nomenat cap de l'exèrcit dels Pirineus, durant la Guerra Gran fou l'encarregat de recuperar els territoris rossellonesos perduts a mans dels espanyols comandats pel general Antonio Ricardos, comte de La Unión. Reorganitzà l'exèrcit i el reforçà, debilitat com estava pels incessants atacs inútils contra les posicions fortificades dels espanyols durant el període anterior. Entre el 28 d'abril i l'1 de maig de 1794 vencé decisivament a la batalla del Voló sobre els espanyols del comte de la Unión, que assegurà la reconquesta del Rosselló. Portvendres, defensat per 400 francesos reialistes de la legió Panetier, també caigué. Tot seguit, passà a l'ofensiva a l'altra banda dels Pirineus, i prengué Sant Llorenç de la Muga. Morí el 18 de novembre durant la batalla del Roure, com a conseqüència d'una bomba espanyola que caigué al punt d'observació que havia establert a la muntanya de Mont-roig.
Va escriure una Mémoire sur la Catalogne, l'any 1794, en què defensava l'annexió de Catalunya, on escriu: «Le catalan est brave, actif, laborieux, ennemi de l'Espagne. Il a toujours aimé la liberté.»
Fou sepultat a la fortalesa de la Bellaguarda, al bastió que mira cap a Espanya, i el seu nom fou inscrit al Panteó de París, alhora que Napoleó llegà 100.000 francs al seu fill. Actualment, és enterrat a Perpinyà en un monument en forma de piràmide.
A pocs metres del Búnquer al turó de Mont-roig hi ha una placa que recorda la mort en combat d'aquest general, comandant de l'exèrcit dels Pirineus Orientals.